# Jimmy Liggins
Jimmy Liggins (14 octobre 1922 - 18 juillet 1983) est un guitariste et chef d’orchestre américain de rhythm and blues.

## Carrière
Liggins naquit à Newby aux États-Unis. Il débuta comme boxeur professionnel à l'âge de 18 ans sous le nom de Kid Zulu, puis il quitta la boxe pour devenir manageur de son propre frère, Joe Liggins, lors d'une tournée.
En 1947, suivant les pas de son frère, Jimmy Liggins commença sa propre carrière musicale comme chanteur, guitariste et leader du groupe 'Drops of Joy', sur le label d’Art Rupe, Specialty Records. L'un de ses premiers titres sortis, Cadillac Boogie fut le précurseur de Rocket 88, souvent reconnu comme le premier morceau de rock 'n' roll.
En enregistrant des titres comme Tear Drop Blues et, plus tard, Drunk conjointement avec de grands saxophonistes comme Maxwell Davis, il devint l'un des musiciens les plus reconnus durant la période jump blues de la fin des années 1940 jusqu'au début des années 1950.
Liggins quitta le label Specialty en 1954, en enregistrant I Ain't Drunk, plus tard reprise par Albert Collins sur le label Aladdin Records, avant de quitter peu à peu la scène musicale.
Liggins mourut en juillet 1983, à l'âge de 60 ans à Durham aux États-Unis.